# Socjologia wojska
Socjologia wojska (rzadziej socjologia wojskowości, socjologia sił zbrojnych) – subdyscyplina socjologii, zajmująca się badaniem zachowań ludzkich w wojsku. Dyscyplina analizuje siły zbrojne jako grupę społeczną i (w mniejszym stopniu) organizację.
Socjologię wojska należy rozróżnić od socjologii wojny.